# Herbert S. Gasser
Herbert Spencer Gasser, född 5 juli 1888 i Platteville, Grant County, Wisconsin, USA död 11 maj 1963 i New York, var en amerikansk fysiolog och nobelpristagare. Tillsammans med Joseph Erlanger erhöll han 1944 Nobelpriset i fysiologi eller medicin för sina elektrofysikaliska undersökningar av impulserna i de perifera nerverna under tiden vid fakulteten vid Washington University i St. Louis. Han invaldes 1946 som utländsk ledamot av Royal Society.

## Biografi
Gasser var son till Herman Gasser och Jane Elisabeth Griswold Gasser. Hans fader var läkare från Dornbirn i den österrikiska landskapet av Vorarlberg och hans mor var New England Yankee och hade tyska och ryska anor.
Gasser gick på State Normal School i Platteville och började sedan på University of Wisconsin (UW)1907. Han avslutade sin grundutbildning i zoologi på bara två år och skrev in sig på universitetets medicinska fakultet 1909 där han studerade fysiologi under Joseph Erlanger och farmakologi under Arthur S. Loevenhart. Medan han fortfarande var student utsågs han till föreläsare i farmakologi (1911). Eftersom UW endast tillhandahöll preklinisk medicinsk utbildning, flyttade Gasser till Johns Hopkins School of Medicine 1913, där han tog sin medicinska examen 1915. Han återvände sedan till UW som farmakologiinstruktör. År 1916 flyttade han till institutionen för fysiologi vid Washington University.
När USA gick in i första världskriget och arméerna började använda kemisk krigföring uppmanades Gasser att bidra med sin kunskap om människans fysiologi till ämnet. Följaktligen, sommaren 1918, gick han med i Armed Forces Chemical Warfare Service i Washington D.C. Efter vapenstilleståndet återvände han till Washington University, där han blev professor i farmakologi 1921.
Under åren 1923–1925 studerade Gasser i London, Paris och München under ett stipendium från Rockefellerstiftelsen med målet att förbättra bredden på amerikansk medicinsk utbildning. Efter att ha avslutat dessa studier återvände han till Washington University.
År 1931 flyttade Gasser till New York City och blev professor i fysiologi vid Cornell Medical College. Efter fyra år på den posten utsågs han till den andra direktören för Rockefeller Institute, efter Simon Flexners långa tid som grundare av institutet. Han stannade kvar på den positionen fram till 1953.
År 1936 höll Gasser och Erlanger en serie föreläsningar vid University of Pennsylvania, som sammanfattade deras undersökningar av mänskliga nervcellers funktioner. Detta arbete ledde till deras erkännande 1944, då de gemensamt fick Nobelpriset (Gasser använde sina prispengar för att finansiera ytterligare forskning i ämnet). 
Efter sin pensionering från Rockefeller Institute 1953 fortsatte Gasser sin forskning. Han publicerade över 100 vetenskapliga rapporter under sin livstid.